# 德拉斯

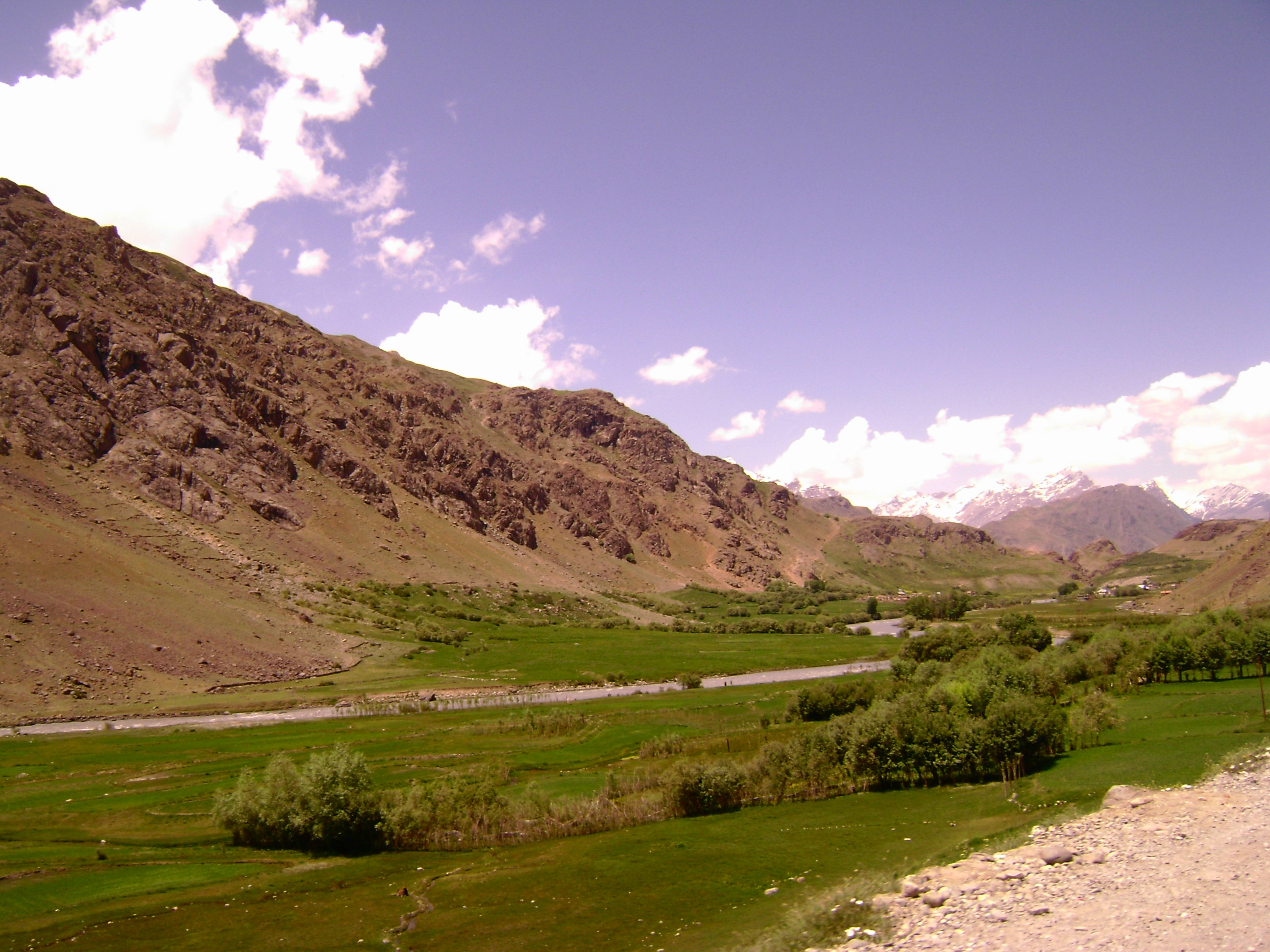

德拉斯（Drass）是印度的城鎮，位於該國北部，由拉達克管轄，距離卡爾吉爾56公里，海拔高度3,280米，每年平均降雨量為675.7毫米。

## 外部連結
- Drass （页面存档备份，存于）
- Kargil area （页面存档备份，存于）